# Вест-Кеннебанк (Мен)
Вест-Кеннебанк (англ. West Kennebunk) — переписна місцевість (CDP) в США, в окрузі Йорк штату Мен. Населення — 1191 особа (2020).

## Географія
Вест-Кеннебанк розташований за координатами 43°24′51″ пн. ш. 70°34′52″ зх. д. / 43.41417° пн. ш. 70.58111° зх. д. (43.414187, -70.580993).  За даними Бюро перепису населення США в 2010 році переписна місцевість мала площу 9,01 км², уся площа — суходіл.

## Демографія
Згідно з переписом 2010 року, у переписній місцевості мешкало 1176 осіб у 433 домогосподарствах у складі 311 родини. Густота населення становила 131 особа/км².  Було 458 помешкань (51/км²).
Расовий склад населення:
| - 96,6 % — білих - 2,0 % — азіатів - 0,3 % — чорних або афроамериканців - 0,2 % — корінних американців |

До двох чи більше рас належало 0,9 %. Частка іспаномовних становила 0,8 % від усіх жителів.
За віковим діапазоном населення розподілялося таким чином: 29,7 % — особи молодші 18 років, 60,6 % — особи у віці 18—64 років, 9,7 % — особи у віці 65 років та старші. Медіана віку мешканця становила 40,3 року. На 100 осіб жіночої статі у переписній місцевості припадало 103,1 чоловіків;  на 100 жінок у віці від 18 років та старших — 99,8 чоловіків також старших 18 років.
Середній дохід на одне домашнє господарство  становив 132 764 долари США (медіана — 96 500), а середній дохід на одну сім'ю — 148 930 доларів (медіана — 118 693). За межею бідності перебувало 1,9 % осіб, у тому числі 0,0 % дітей у віці до 18 років та 0,0 % осіб у віці 65 років та старших.
Цивільне працевлаштоване населення становило 584 особи. Основні галузі зайнятості: науковці, спеціалісти, менеджери — 15,6 %, фінанси, страхування та нерухомість — 13,2 %, транспорт — 11,5 %, будівництво — 11,1 %.